# Grand Theft Auto
Grand Theft Auto (GTA) är det första spelet i den framgångsrika GTA-serien. Spelet utvecklades av DMA Design (nuvarande Rockstar North) och distribuerades av ASC Games.
Spelet släpptes till DOS, Microsoft Windows och Playstation år 1997 och 1999 även till Game Boy Color. Då spelet lanserades ansågs det vara mycket nyskapande, framförallt på grund av den stora friheten spelaren har. Spelet är uppbyggt av tre olika nivåer som består av tre städer (Liberty City, Vice City och San Andreas). Det finns även ett uppdragsläge där man utför ett uppdrag och sedan får pengar om man klarar det.
Spelet var till en början tänkt att heta Race'n'Chase.

## Uppföljare
- Grand Theft Auto 2, Playstation, PC, Game Boy Color & Dreamcast
- Grand Theft Auto: London, Playstation & PC
- Grand Theft Auto III, Playstation 2, Xbox, PC, IOS
- Grand Theft Auto: Vice City, Playstation 2, Xbox, PC, IOS
- Grand Theft Auto Advance, Game Boy Advance
- Grand Theft Auto: San Andreas, Playstation 2, Xbox och PC, mobil (android och ios)
- Grand Theft Auto: Liberty City Stories, PSP & Playstation 2
- Grand Theft Auto: Vice City Stories, PSP & Playstation 2
- Grand Theft Auto IV, Playstation 3, Xbox 360 & PC
- Grand Theft Auto: Chinatown Wars, Nintendo DS, PSP & Iphone/Ipod Touch
- Grand Theft Auto: The Lost and Damned, Xbox 360, PC & Playstation 3
- Grand Theft Auto: The Ballad of Gay Tony (TBoGT), Xbox 360, PC & Playstation 3
- Grand Theft Auto V, Playstation 3, Xbox 360, Playstation 4, Xbox One, PC, Playstation 5 & Xbox series X (2021)